# Daniel Christopher Burbank
Daniel Christopher Burbank (Manchester, Connecticut, 1961. július 27.–) amerikai mérnök, űrhajós.

## Életpálya
1985-ben az US Coast Guard Academy keretében szerzett villamosmérnöki oklevelet. 1987-ben jelentkezett katonai helikopterpilótának, 1988-tól a haditengerészeti repülők, a parti őrség állományába tartozott. Vezetett repülőgép típusa a HH–3F Pelican. A gép cseréjét követően a HH-60J Jayhawk gépen szolgált és oktatott. Több katonai beosztást látott el (gép parancsnok, oktató-pilóta, repüléstechnikai mérnök igazgató). Utolsó szolgálati helye Alaszka volt. Repülési ideje (helikopter, űrhajó) több mint 3000 óra, ebből helikopterrel több mint 1800 óra. Több mint 300 kutató-mentő feladatot hajtott végre. 1990-ben Embry-Riddle Aeronautical Universityn  repüléstechnikai tudományból doktorált.
1996. május 1-től részesült űrhajóskiképzésben a Lyndon B. Johnson Űrközpontban, valamint a Jurij Gagarin Űrhajós Kiképző Központban.
Három űrszolgálata alatt összesen 188 napot, 21 órát és 49 percet töltött a világűrben. Egy űrsétán (kutatás, szerelés) összesen 12 órát töltött az űrállomáson kívül.

## Űrrepülések
- STS–106 az Atlantis űrrepülőgép küldetés specialistája. Az alapellátáson (3 tonna) kívül az ISS űrállomás építéséhez szállítottak berendezéseket (akkumulátorok, hálózati átalakítók, oxigént termelő berendezések, és futópad). Első szolgálatán összesen 11 napot, 19 órát és 12 percet töltött a világűrben, 7 916 754 kilométert tett meg.
- STS–115 az Atlantis űrrepülőgép küldetés specialistája. Alapellátáson kívül (életfeltételek, csereeszközök, berendezések) a Nemzetközi Űrállomás (ISS) építéséhez szállította a P3 és P4 rácselemet, valamint a 4A és 2A napelemtáblákat. Második szolgálatán összesen 11 napot, 19 órát és 6 percet töltött a világűrben. Egy űrsétát hajtott (kutatás, szerelés) végre.
- Szojuz TMA–22 fedélzeti mérnöke/ISS parancsnoka. Az időszakos karbantartó munkálatok mellett elvégezték az előírt kutatási, kísérleti és tudományos feladatokat. A legénység (önállóan vagy a látogató személyzettel együtt) több mikrogravitációs kísérletet, emberi-, biológia- és a biotechnológia, fizikai és anyagtudományi, technológiai kutatást, valamint a Földdel és  a világűrrel kapcsolatos kutatást végeztek. Fogadták a teherűrhajókat, kirámolták a szállítmányokat, illetve bepakolták a keletkezett hulladékot. Harmadik szolgálatán összesen 165 napot, 7 órát és 31 percet töltött a világűrben. Egy űrsétát hajtott (kutatás, szerelés) végre.

### Tartalék személyzet
Szojuz TMA–21  fedélzeti mérnöke

## jegyzetek
1. 1 2  http://www.jsc.nasa.gov/Bios/htmlbios/burbank.html